# 小室みつ子
小室 みつ子（こむろ みつこ、本名（旧姓）：小室 光子、1957年12月29日 - ） は、日本の女性シンガーソングライター、作詞家、作家である。
TM NETWORK初期に作詞をしていた西門 加里（さいもん かり）と同一人物。他にも「小室とまと」、「松岡つばめ」、「Piccolina」、「Mitsuko」等のペンネームを使用していた。

## 来歴・人物
茨城県土浦市生まれ。茨城県立土浦第一高等学校、慶應義塾大学法学部政治学科卒業。
1983年に小室哲哉が結成した音楽ユニット、TM NETWORKへの歌詞の提供で知られる。初期の頃は「西門加里」名義で詞を提供していた。小室哲哉と同姓であったこともあり、音楽雑誌「ARENA 37℃」1987年1月号のインタビューにおいて、小室哲哉は「小室きょーだいと呼んでください。(笑)」と答えていたり、ラジオ番組「Come On Fanks!!」に小室みつ子がゲストに出た時、「お姉さん」と呼んだりしたりしたせいで誤解されることが多いが、偶然、苗字が同じであるというだけであり、この2人に血縁・婚姻関係はない。自身の冠番組である『小室みつ子のGetWild』（ニコニコ生放送）に小室哲哉がゲスト出演した際、同じ苗字であることについて触れられたが、小室哲哉は「血縁関係もないし、恋愛関係もないし、驚く程何もないんですよね。」と笑いながら語った。また「小室という同じ苗字の人間がたまたまTM NETWORKというバンドの作詞家と作曲家だということは、すごく稀有なことですよね」ともコメントしている。
TM NETWORKをはじめ多くのアーティストを担当していたEPICソニーのプロデューサー（当時）小坂洋二と結婚するが、その後離婚。2003年に再婚しているが詳細な情報は公表していない。
2009年頃にはニコニコ動画にはまっていたらしく、インターネット上の動画共有サービス全般に対しても「音楽は一度聴いて終わりものではなく、何度も何度も繰り返し楽しむもの」「ネットを宣伝として使えるし、UPされて何度も聴いてもらって馴染んでもらうことは、私はいいことだと思っています。特に宣伝にお金も人力も何も使えないアーティストにとってはネットはすばらしい場所ではないかなあと思う。」と、あくまで対象を音楽に限った話としながらも好意的な意見を示している（一方で映画等については「ネットにUPされると確かに困ります。映画を何度も何度も見る人はなかなかいない。」として、ネット上での共有には否定的）。しかしニコニコ動画上にアップロードされた自らの曲が本人のあずかり知らぬところで「権利者からの要請」により削除されたため、公式サイト上の日記でそれに対して戸惑う感情を露にしている。
後に原因は音楽制作者連盟からの依頼による「肖像権侵害」という理由での削除であったことが判明するが、これに対しても「いつのまにか私の肖像権をこの初めて聞く団体が管理していることに私自身びっくりしたのですが。」「でも本人は知らないし、この団体ともちろん契約もしていないわけで、私の肖像権て私にないの、著作権のように譲渡契約もしてないのにと、なんだかまた新たな謎になってしまいました。」と戸惑いを示している。
またニコニコ動画内の「ニコニコ生放送」にて、本人がパーソナリティーを務めている番組『小室みつ子のGet Wild』が開始されている。毎回生放送になるため、座っているとき足を広げてしまう癖を視聴者から指摘された。
2010年5月8日に起きた有名なエピソードとして、Ustreamの生中継の最中に発生した『ガレージ事件』が挙げられる。その日、小室みつ子は自宅のガレージにいる猫の親子を、設置したビデオカメラで生中継（ネット配信）していた。しかし、突然中継の映像が止まってしまったため、ガレージ内の様子を見に行ったところ、ガレージの扉を開閉するためのリモコンの電池が切れてしまい、ガレージ内に閉じ込められてしまう。扉が開かず、ガレージから出られなくなってしまった彼女は、中継用のPCで浅倉大介に連絡を取り、その後、駆けつけた浅倉に救出された。
小室哲哉からは、「僕の譜割りを知り尽くしている。喰い気味なメロディだったり、スタッカートの付け方だったり。そこにどういう言葉をはめれば、突っ込んだ時にも次の頭の言葉が聴こえるのか等を考えている。だから良い意味であまり歌詞が浮いて聴こえない」と評されている。また、元の曲を非常に大切にしており、小室哲哉自身の作りたい世界に近い人であるとされている。

## 略歴
- 学生時代、小柳ルミ子に楽曲を提供し、作詞家・作曲家デビュー。以来、小柳ルミ子、大塚博堂、石川ひとみらに楽曲を提供。当時のペンネーム「小室とまと」は、当時付き合っていた人から、顔型が丸いことを「とまとみたい」と指摘されていたことに由来している。「松岡つばめ」は、プロ野球ヤクルトスワローズの松岡弘投手のファンであったことに由来している。
- 1981年、シングル「Angel Walk」（作詞：松本隆、作曲：筒美京平）、アルバム「甘い予感」でシンガーソングライターとしてデビュー。同年、NHK「いっと6けん」にレギュラー出演。
- 1984年、アルバム『RAINBOW RAINBOW』よりTM NETWORKへの歌詞提供を開始。当初はカーリー・サイモンに由来する西門加里のペンネームを使用。
- 1984年、長編「カルチェラタンで迷子」で小説家デビュー。以来コバルト文庫中心に作品を発表。
- 1988年、TM NETWORKの歌詞をベースにした小説「ファイブ・ソングス」を発表。以後続けて「ファイブ・ソングス (2) 」（1989年）、「ファイブ・ソングス (3) 」 （1990年）発表。
- 1991年、NACK5「MIDNIGHT ROCK CITY」パーソナリティ。
- 1992年、「Jumpin' Over」で全国ツアー。
- 1999年、渋谷EGG MANにて6年ぶりのライブ「a little wish」開催。
- 2001年、アルバム『AS ALWAYS』発表。土屋公平、南部直史とともに全国ツアー。
- 2002年、東京、福岡にて追加公演。
- 2005年、7月21日にリミックスアルバム『Actually, As Always』 発売。
- 2007年、accessの6thアルバム『binary engine』より歌詞提供を開始。
- 2011年、6年ぶりのミニアルバム『resonance』発表。iTunesのみで配信。
- 2018年、5月27日 2年5月ぶりとなるライブを、東京新宿WildSide Tokyoで開催。

## 作詞提供（代表作）
- Get Wild（TM NETWORK。アニメ『シティーハンター』ED）
- BE TOGETHER（TM NETWORK、鈴木あみ）
- RESISTANCE（TM NETWORK。TBS系ドラマ『痛快!ロックンロール通り』主題歌）
- BEYOND THE TIME (メビウスの宇宙を越えて)（TM NETWORK。『機動戦士ガンダム 逆襲のシャア』テーマ曲）
- SEVEN DAYS WAR （TM NETWORK。角川映画『ぼくらの七日間戦争』テーマ曲）
- OUR DAYS（鈴木あみ）
- Beat On Dream On（『ウルトラマンガイア』ED曲）
- IF YOU WERE HERE（音楽ゲーム『Dance Dance Revolution』に使用される。Piccolina名義での提供。作曲：高瀬一矢）
- トロとお休み（PS2ゲーム『トロと休日』CMソング）
- Life Goes On（access）
- Shadow over the world（access）
- Higher Than Dark Sky（access）
- ひとりきりの空（『風のスティグマ』ED曲）
- 銀色Horizon（『機動新世紀ガンダムX』ED曲）

その他、多数のアーティスト、アニメ、ゲームなどに詞曲を提供。JASRAC登録作品数は300曲以上。

## ディスコグラフィ

### シングル
1. 私は逃げない／心の扉開けて（1979年、フィリップス、FS-213） フジテレビ系ライオン奥様劇場「私は逃げない」主題歌
2. Angel Walk／赤いベスパで（1981年、AH-40）
3. 夢をたどって･･･I've Never Been To Me／ハイウェイ・ランデブー Highway Rendezvous（1983年1月、AH-289）
4. 夢吹雪／サイレント・ジェラシー（1983年、フィリップス、7PL-146）　東映映画「序の舞」イメージソング
5. Empty Eyes（1990年10月25日）
6. 会いたくて（1991年1月25日）
7. BEGINNING（1991年6月12日）
8. 聖なる夜に誓って（1992年11月21日）

### オリジナルアルバム
1. 甘い予感（1981年4月25日）
2. あざやかな出逢い（1981年11月25日）
3. 見知らぬ恋人（1983年2月）
4. ウサギは歌を歌わない（1985年）
5. Say You Want Me（1990年10月25日）
『Next Time I Fall in Love』では宇都宮隆がコーラスとして、『あなたが近くに』では木根尚登が作曲、レコーディングに参加している。また『Girlfriend』はTM NETWORKのセルフカバー曲。
6. Jumpin' Over（1991年6月25日）
7. WISH（1992年11月21日）
8. Simple Dreams（1994年11月21日）
TM NETWORK(TMN) のセルフカバー曲を中心としたアルバム。
9. As Always（2001年8月8日）

### ミニアルバム
1. resonance（2011年4月20日） - iTunesより配信。

### ベストアルバム
1. FAVORITES（1988年11月21日）

### リミックスアルバム
1. Actually, As Always（2005年7月21日）
アルバム『As Always』からのリミックスアルバム。

## 書籍

### 小説
1. カルチェラタンで迷子（1984年、集英社コバルト文庫）
2. ウサギは歌を歌わない（1985年、集英社コバルト文庫）
3. シンデレラは待てない（1985年、集英社コバルト文庫）
4. スノウ・ホワイトが危ない（1986年、集英社コバルト文庫）
5. 昨日より元気（1986年、集英社コバルト文庫）
6. ピノキオはあきらめない（1986年、集英社コバルト文庫）
7. マーメイドは忘れない（1987年、集英社コバルト文庫）
8. ハートビートは止まらない（集英社コバルト文庫）
9. 彼女によろしく（1988年、角川文庫）
10. 途方に暮れたカンガルー（1988年、角川文庫）
11. こっちむいて! マイボーイ（1988年、ポプラ社）
12. ファイブ・ソングス（1988年、CBSソニー出版）
13. ファイブ・ソングス2（1989年、CBSソニー出版）
14. ファイブ・ソングス3（1990年、CBSソニー出版）
15. ドロップアウト・ストリート―ロックと恋と友情と（1992年、学習研究社）
16. 路上のカイン（1993年、ソニー・マガジンズ）
17. あなたがいるから（1995年、角川書店）
18. ビクターズ・アッシュ（1996年、ソニー・マガジンズ）
19. 未来からの訪問者!?（1996年、ポプラ社）

### エッセイ
1. ノイジーナイトに乾杯（1988年、シンコー・ミュージック）
2. Don't Worry, Girls（1991年、ソニー・マガジンズ）
3. Tiny Bright Things（1991年、ソニー・マガジンズ）
4. 探しものはなんですか？（1994年、ポプラ社）
5. Simple Dreams（1994年、扶桑社）

## テレビ
- じっくり聞いタロウ～スター近況（秘）報告～（2018年6月8日、テレビ東京）